# Leia Organa
La princesa Leia Organa és un personatge fictici de l'univers de La Guerra de les Galàxies, interpretada per Carrie Fisher a la trilogia original i la trilogia seqüela i, posteriorment, per altres actrius en aparicions menors.
Originalment havia estat separada de molt nena dels seus vertaders pares, posteriorment es va modificar de manera que la seva mare moria quan va néixer i el seu pare, Darth Vader, ignorava que havia arribat a néixer. La seva mare va ser Padmé Amidala, Senadora i reina de Naboo en els seus temps. Per la seva pròpia seguretat Leia va ser separada del seu germà Luke Skywalker i va ser portada en secret a Alderaan. L'exsenador i ara líder d'aquest planeta era en Bail Organa, el qual li va donar el seu cognom i la va adoptar com a filla pròpia juntament amb la seva esposa, la reina Breha. La Leia va viure al seu planeta i quan va créixer, el va representar davant del Senat Imperial. D'altra banda la princesa Leia era una agent rebel i el seu planeta formava part secretament de l'Aliança. Un dia ella portava els plànols de l'Estrella de la mort, fins a Alderaan, quan la seva nau diplomàtica, el Tantive IV va ser interceptada per un creuer Star Destroyer de l'Imperi Galàctic. En Darth Vader la va interrogar personalment una vegada traslladada a l'Estrella de la mort, però mai va revelar la ubicació correcta de la nova base rebel; decisió que li va costar l'existència al planeta Alderaan, que va ser destruït pels poderosos raigs de l'Estrella de la mort. La Leia va ser rescatada per en Luke Skywalker, en Han Solo, en Chewbacca, l'R2D2 i en C-3PO.
Temps després la Leia va estar a Hoth, d'on va escapar també a la invasió de l'Imperi Galàctic i va viatjar fins a Bespin, només per veure congelat en Carbonita el seu estimat Han Solo.
Disfressada de caça-recompenses es va infiltrar al palau d'en Jabba el Hutt, qui tenia en Solo presoner i amb l'ajuda d'en Luke Skywalker i d'en Chewbacca el van rescatar. Finalment la Leia Organa va participar en la Batalla d'Endor (La guerra de les galàxies)Endor assistint en Han Solo en la desactivació del generador d'escut de l'Estrella de la mort.
Als llibres que continuaven amb la nissaga, la princesa Leia Organa es casava amb en Han i era mare de tres fills: Jaina i Jacen Solo (bessons) i Anakin Solo. El 2014 es va establir un nou canon i els llibres publicats amb anterioritat a aquesta data passaven a convertir-se en "Llegendes" fora de la continuïtat vigent. Al nou cànon, i a la trilogia de seqüela que forma part d'aquest, només es manté el matrimoni amb Han, que va tenir un únic fill abans de separar-se: Ben Solo, que va ser seduït pel costat fosc de la Força adoptant el nom de Kylo Ren. Leia és fundadora i general de la Resistència contra el Primer Orde.
El compositor John Williams va crear un Leitmotif musical per a Leia que es repeteix al llarg de la saga de Star Wars. "Princess Leia's Theme" es va enregistrar com a suite de concert (de 4:18 de durada) per a la partitura de la banda sonora de la pel·lícula Star Wars, actualment coneguda com a Star Wars episodi IV: Una nova esperança.

## Creació i casting

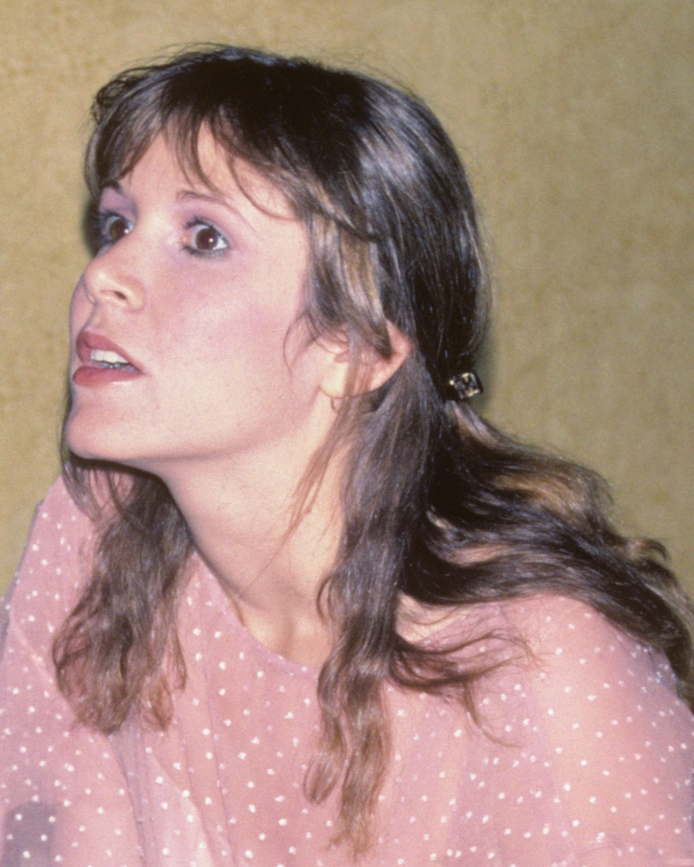
Carrie Fisher a l'abril de 1978.

Leia va ser creada per George Lucas, creador de la Guerra de les Galàxies, qui el 1999 explicava el seu primer desenvolupament dels personatges principals:
| « | The first [version] talked about a princess and an old general. The second version involved a father, his son, and his daughter; the daughter was the heroine of the film. Now the daughter has become Luke, Mark Hamill's character. There was also the story of two brothers where I transformed one of them into a sister. The older brother was imprisoned, and the young sister had to rescue him and bring him back to their dad | La primera [versió] parlava d'una princesa i d'un vell general. La segona versió inloïa un pare, el seu fill i la seva filla; la filla era l'heroïna de la pel·lícula. Ara la filla s'ha convertit en el personatge de Luke, Mark Hamill. Hi va haver també la història de dos germans on vaig transformar un d'ells en una germana. El germà gran va ser empresonat i la germana jove va haver de rescatar-lo i portar-lo de tornada al seu pare. | » |
| — George Lucas, Claire Clouzot, The George Lucas Interviews capítol The Morning of the Magician: George Lucas and 'Star Wars'. University Press of Mississippi (1999) pàgines 57–58 isbn:1-57806-125-3 | | |   |

En l'esborrany de Star Wars, Leia és la filla adolescent del rei Kayos i la reina Breha d'Aquilae, amb dos germans, Biggs i Windy; Biggs va tornar al quart projecte com a amic d'infància de Luke. Leia va estar en algun moment "la filla d'Owen Lars i la seva esposa, Beru… la cosina de Luke. Junts, visiten la tomba de la seva mare, que va morir amb el seu pare en un planeta destruït per l'Estrella de la mort." Una sinopsi de la història posterior estableix a Leia com "Leia Antilles", la filla d'Antilles Bail del món pacífic d'Organa Major. Al quart esborrany es va establir que "Leia Organa" venia de Alderaan.
Fisher tenia 19 anys quan va ser escollida per interpretar a la princesa Leia, per davant d'altres actrius que inclouen Amy Irving, Cindy Williams i Jodie Foster que també s'havien presentat pel paper. El 2014, InkTank va informar que la llista extensa de "més de dues dotzenes d'actrius" que havien fet audició per a Leia incloïa Glenn Close, Farrah Fawcett, Jessica Lange, Sissy Spacek, Sigourney Weaver, Cybill Shepherd, Jane Seymour, Anjelica Huston, Kim Basinger, Kathleen Turner, Geena Davis i Meryl Streep.

## Impacte cultural

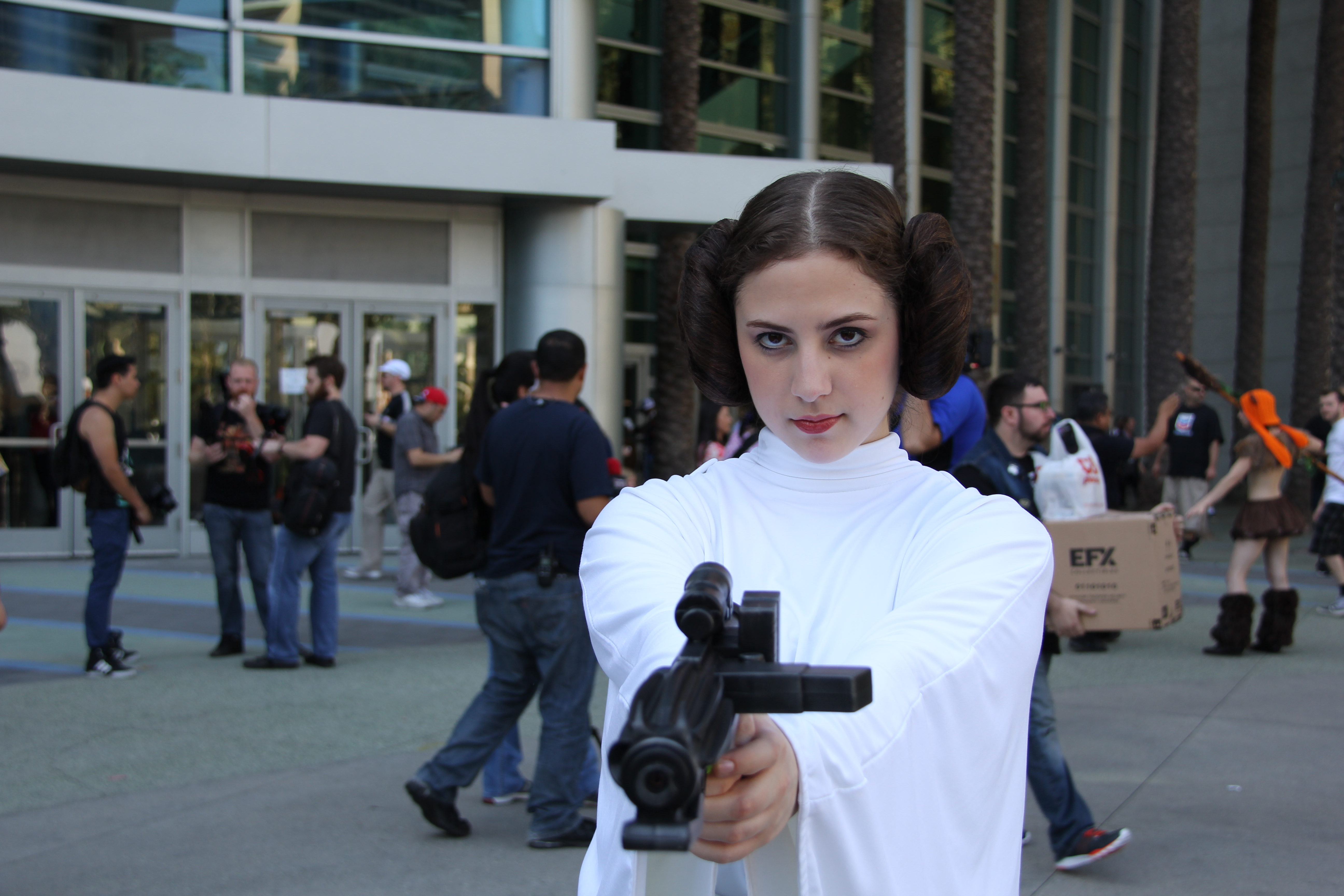
Cosplay de la princesa Leia a Star Wars Celebration a Anaheim, California, a l'abril de 2015

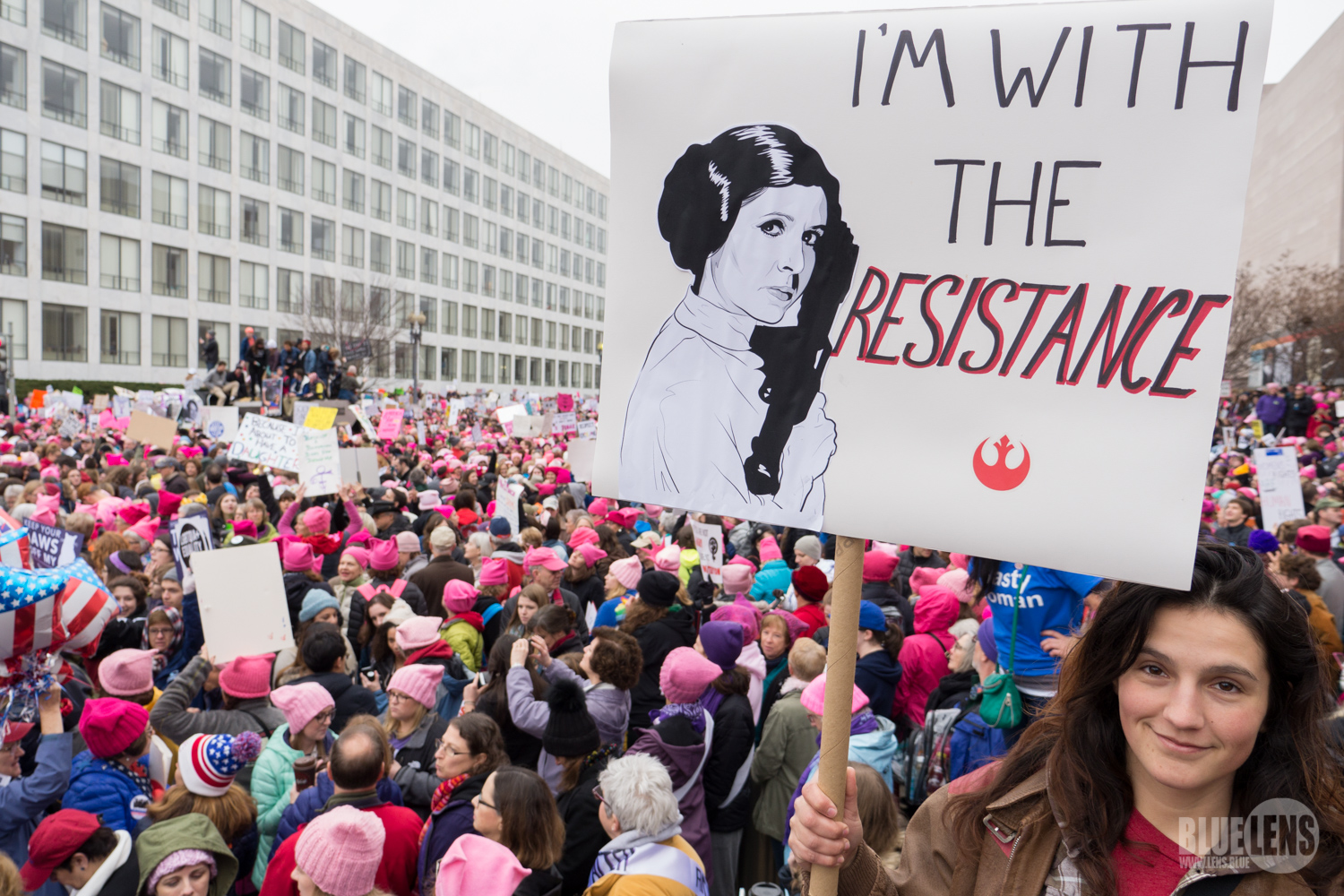
Leia convertida en icona feminista a manifestacions contra Donald Trump.

La princesa Leia ha estat anomenada icona dels anys vuitanta, una heroïna feminista i "una exemplar personificació d'empoderament femení". El 2008, Leia va ser seleccionada per la revista Empire com el 89è millor personatge de cinema de tots els temps, i IGN la situava com el seu tercer millor heroi de Star Wars. UGO Networks la va escollir com un dels quaranta millors herois de tots el temps el 2010 en una selecció dels cent millors.
Leia també s'ha utilitzat en una àmplia gamma de merchandasing de Star Wars, incloent estatuetes, figures d'acció i altres joguines, articles per a la llar i roba, material d'oficina, productes alimentaris, i ampolles de xampú.

## Intèrprets
Recent nascuda a la darrera pel·lícula de la trilogia de preqüela, Star Wars episodi III: La venjança dels Sith, és encarnada per Aidan Barton, filla del muntador Roger Barton. A la preqüela Rogue One: A Star Wars Story va ser interpretada per l'actriu noruega Ingvild Deila a la què es va superposar una imatge generada per ordinador de Carrie Fisher, l'actriu nord-americana que la interpreta a la resta de la saga des de la primera pel·lícula. Un àudio d'arxiu de Fisher dient "Hope" va ser utilitzat per donar veu al personatge.
En català el personatge va ser doblat per Sílvia Vilarrasa i Marta Angelat i Grau a la trilogia original i Maria Luisa Solà a la trilogia seqüela.